# فريدريش آني
فريدريش عاني Friedrich Ani (ولد في كوخل في يناير 1959 من أب سوري وأم ألمانية) هو أديب وشاعر وروائي ألماني. كتب الشعر والرواية وأيضا الحوار لبعض الأفلام. وقد حقق الشهرة من خلال سلسلة روايات بوليسية، وكذلك من خلال كتبه للأطفال والشباب.

## حياته
بعد أن كتب فريدريش عاني الحوار للعديد من التمثيليات، أصدر في عام 1996 روايتين وهما أول أعماله الروائية، إحداهما بعنوان «الحياة العذبة المحبوبة»، والأخرى بوليسية بعنوان «جيزنج القاتل».
وبعد ذلك العديد من الروايات البوليسية، ومن بينها «الخوف الجرماني» و«ابنة الإله».

## الرواية البوليسية
يعد فريدريش عاني واحدا من أكثر كتاب الرواية البوليسية نجاحا وشهرة في الوقت الحاضر. وقد اشتهر بصفة خاصة من خلال سلسلة رواياته البوليسية الجنوبية، التي تدور أحداثها في الجنوب.
وكذلك كانت هذه الروايات تدور حول شخصية المحقق الجنائي.

## جوائز حصل عليها
حصل فريدريش عاني على العديد من الجوائز منها، جائزة الأدب التشجيعية من مدينة ميونخ, وكذلك على جائزة الرواية البوليسية عامي 2002 و 2003, وعلى جائزة توكان عام 2006.

## أعماله
1. الحياة العذبة المحبوبة 1996
2. الثلج المحترق 1998
3. سامحني 2001
4. ابنة الإله 2003
5. القلب الخفي 2005
6. من يعش يمت 2007

## مواقع خارجية
- Rezension Idylle der Hyänen - Rezension des neuen Romans von Friedrich Ani auf literatursofa.info
- Rezensionen bei perlentaucher.de / bei Literatur-fast-Pur.de
- Friedrich Ani auf Krimi-Couch.de - Porträt, Bibliographie, Rezensionen.
- Biografie bei Buchtips.net
- http://www.alligatorpapiere.de/befragungani-friedrich.html (Fragebogen, Angaben zu Übersetzungen)
- http://www.krimilexikon.de/ani.htm Lexikon der deutschen Krimi-Autoren
- http://www.togohlis.de/03aniinterview.htm (Interview zum Kriminalroman, Biblio der Süden-Reihe in chronologischer Folge)

## روابط خارجية
- فريدريش آني على موقع IMDb (الإنجليزية)
- فريدريش آني على موقع مونزينجر (الألمانية)
- فريدريش آني على موقع ألو سيني (الفرنسية)
- فريدريش آني على موقع ميوزك برينز (الإنجليزية)
- فريدريش آني على موقع أول موفي (الإنجليزية)
- فريدريش آني على موقع ديسكوغز (الإنجليزية)
- فريدريش آني على موقع قاعدة بيانات الفيلم (الإنجليزية)
- فريدريش آني على موقع كينوبويسك (الروسية)